# Nati nel 1827
| Questa pagina contiene informazioni ricavate automaticamente dalle voci biografiche con l'ausilio del template Bio e di un bot. L'aggiornamento è periodico e automatico e ricostruisce completamente la pagina. Se manca una persona in questa lista, sei pregato di non aggiungerla, ma accertati piuttosto che la sua voce biografica contenga il template Bio e che i dati anagrafici siano correttamente compilati. Se il template Bio manca, inseriscilo tu stesso o, in alternativa, metti l'avviso {{tmp\|Bio}} che ne segnala la mancanza. Se i dati riportati sono sbagliati, correggi direttamente la voce biografica; le modifiche saranno visibili in questa lista entro pochi giorni. Per chiarimenti vedi il progetto biografie. La lista contiene solo le 421 persone che sono citate nell'enciclopedia e per le quali è stato implementato correttamente il template Bio. Pagina aggiornata al 10 ago 2025. |

## Gennaio(33)
- 2 gennaio - Angelo Colla, architetto, restauratore e decoratore italiano († 1892)
- 2 gennaio - Nükhetseza Hanim, nobile abcasa († 1850)
- 2 gennaio - Kraft di Hohenlohe-Ingelfingen, generale, scrittore e principe tedesco († 1892)
- 2 gennaio - Pëtr Petrovič Semënov-Tjan-Šanskij, geografo, esploratore e statistico russo († 1914)
- 3 gennaio - Michel Rodange, scrittore e poeta lussemburghese († 1876)
- 4 gennaio - Carlo Piaggia, esploratore italiano († 1882)
- 5 gennaio - Antonio Maria Grasselli, religioso, teologo e arcivescovo cattolico italiano († 1919)
- 7 gennaio - George Harry Grey, VII conte di Stamford, nobile britannico († 1883)
- 7 gennaio - Sandford Fleming, inventore e ingegnere canadese († 1915)
- 11 gennaio - Ranieri Ferdinando d'Asburgo-Lorena, generale austriaco († 1913)
- 13 gennaio - María Ana Mogas Fontcuberta, religiosa spagnola († 1886)
- 15 gennaio - Giovanni Chiassi, patriota, militare e politico italiano († 1866)
- 16 gennaio - Ercole Villa, scultore italiano († 1909)
- 17 gennaio - Giuseppe Ceneri, politico italiano († 1898)
- 19 gennaio - Sebastian Altmann, architetto tedesco († 1894)
- 19 gennaio - Carlos Guido y Spano, poeta argentino († 1918)
- 19 gennaio - Lothian Nicholson, militare e scrittore britannico († 1893)
- 21 gennaio - Giovanni Giordano Lanza, disegnatore e pittore italiano († 1898)
- 21 gennaio - Friedrich Revertera von Salandra, diplomatico, politico e nobile austriaco († 1904)
- 22 gennaio - Elise L'Heureux, fotografa e imprenditrice canadese († 1896)
- 22 gennaio - Maria Augusta di Sassonia, principessa sassone († 1857)
- 24 gennaio - John Broadus, predicatore e teologo statunitense († 1895)
- 26 gennaio - Paolo Giuseppe Maria Serci Serra, arcivescovo cattolico italiano († 1900)
- 27 gennaio - Antonino Paternò del Toscano, politico italiano († 1893)
- 27 gennaio - Pietro Ugo delle Favare, nobile e politico italiano († 1898)
- 28 gennaio - August Wilhelm von Babo, enologo austriaco († 1894)
- 28 gennaio - Marcelina Darowska, religiosa polacca († 1911)
- 28 gennaio - Alfred Grévin, disegnatore e scultore francese († 1892)
- 28 gennaio - Coleman Sellers II, ingegnere, insegnante e inventore statunitense († 1907)
- 30 gennaio - Martin Haug, orientalista tedesco († 1876)
- 31 gennaio - Marie Cabel, soprano belga († 1885)
- 31 gennaio - Francesco Cavalletti Rondinini, nobile e politico italiano († 1880)
- 31 gennaio - Francesca Lutti, poetessa italiana († 1878)

## Febbraio(28)
- 2 febbraio - Oswald Achenbach, pittore tedesco († 1905)
- 2 febbraio - Ludwig Eichrodt, drammaturgo e poeta tedesco († 1892)
- 3 febbraio - Pier Carlo Boggio, patriota, giornalista e politico italiano († 1866)
- 3 febbraio - Jean-Baptiste Poncet, pittore e incisore francese († 1901)
- 4 febbraio - Edward Gabriel André Barrett, militare statunitense († 1880)
- 4 febbraio - Tommaso Maria Martinelli, cardinale e vescovo cattolico italiano († 1888)
- 5 febbraio - Sylvester Horton Rosecrans, vescovo cattolico statunitense († 1878)
- 8 febbraio - Hans Schjellerup, astronomo danese († 1887)
- 9 febbraio - Angelica Cioccari Solichon, pedagogista e insegnante svizzera († 1912)
- 9 febbraio - Auguste Dupont, compositore e pianista belga († 1890)
- 9 febbraio - Luigi Fontana, pittore, scultore e architetto italiano († 1908)
- 9 febbraio - Carlo Luigi Invernizzi, patriota italiano († 1908)
- 9 febbraio - William Dwight Whitney, linguista, filologo e lessicografo statunitense († 1894)
- 10 febbraio - Adolphe Martial-Potémont, pittore e incisore francese († 1883)
- 10 febbraio - Maria Fortunata Viti, religiosa italiana († 1922)
- 14 febbraio - Emilia Toscanelli Peruzzi, patriota italiana († 1900)
- 14 febbraio - Valentín Berrio Ochoa, vescovo cattolico e santo spagnolo († 1861)
- 16 febbraio - Guido Calvi, fotografo italiano († 1906)
- 17 febbraio - Maria Francesca Rossetti, critica letteraria e educatrice britannica († 1876)
- 17 febbraio - Manuel Villacampa del Castillo, generale spagnolo († 1889)
- 18 febbraio - Heinrich Karl Brugsch, archeologo e egittologo tedesco († 1894)
- 18 febbraio - Filiberto Frescot, ingegnere e politico italiano († 1911)
- 19 febbraio - Vito Mangiamele, matematico italiano († 1897)
- 21 febbraio - Giovanni Battista Ceschi a Santa Croce, nobile italiano († 1905)
- 21 febbraio - Giulio Frisari, politico italiano († 1906)
- 23 febbraio - Raffaele Monaco La Valletta, cardinale e arcivescovo cattolico italiano († 1896)
- 24 febbraio - Lydia Becker, attivista britannica († 1890)
- 26 febbraio - Giuseppe Borchetta, patriota e ingegnere italiano († 1892)

## Marzo(23)
- 4 marzo - Carlo Burattini, patriota e marittimo italiano († 1870)
- 5 marzo - Guglielmo di Meclemburgo-Schwerin, principe e generale tedesco († 1879)
- 6 marzo - Giuseppe Guarino, cardinale e arcivescovo cattolico italiano († 1897)
- 7 marzo - John Hall Gladstone, chimico inglese († 1902)
- 8 marzo - Girolamo Federico Fenaroli Avogadro, politico italiano († 1880)
- 10 marzo - Charles Loyson, presbitero, predicatore e scrittore francese († 1912)
- 11 marzo - Franz Magnus Böhme, musicologo e compositore tedesco († 1898)
- 11 marzo - Dudley FitzGerald-de Ros, XXIII barone de Ros, generale inglese († 1907)
- 11 marzo - Girolamo Rolandi, militare e politico italiano († 1899)
- 12 marzo - Armand Lévy, avvocato, giornalista e attivista francese († 1891)
- 14 marzo - George Frederick Bodley, architetto britannico († 1907)
- 16 marzo - Benjamin Piercy, ingegnere gallese († 1888)
- 16 marzo - Felix von Wimpffen, diplomatico austriaco († 1882)
- 19 marzo - Anselmo Vivanti, patriota italiano († 1890)
- 20 marzo - Alfred Assollant, romanziere francese († 1886)
- 20 marzo - Alexander Spengler, medico svizzero († 1901)
- 22 marzo - Giovanni Alessandri, patriota italiano
- 22 marzo - William Lafayette Strong, politico statunitense († 1900)
- 23 marzo - Carlo Salerio, presbitero e patriota italiano († 1870)
- 24 marzo - Antonio Angelo Del Sambro, brigante italiano († 1862)
- 24 marzo - Candace Wheeler, designer, artista e attivista statunitense († 1923)
- 29 marzo - Ernst Friedrich Wilhelm Klinkerfues, astronomo tedesco († 1884)
- 29 marzo - Ernesto Rossi, attore teatrale italiano († 1896)

## Aprile(33)
- 1º aprile - John Patteson, missionario e vescovo anglicano britannico († 1871)
- 2 aprile - Luigi Gualtieri, scrittore e librettista italiano († 1901)
- 2 aprile - William Holman Hunt, pittore inglese († 1910)
- 5 aprile - Joseph Lister, medico britannico († 1912)
- 5 aprile - Georg Voigt, storico e umanista tedesco († 1891)
- 7 aprile - Peter Joseph Baltes, vescovo cattolico tedesco († 1886)
- 8 aprile - Léon Belly, pittore francese († 1877)
- 8 aprile - Ramón Emeterio Betances, politico portoricano († 1898)
- 8 aprile - Barbara Bodichon, educatrice e artista britannica († 1891)
- 9 aprile - Maria Susanna Cummins, scrittrice statunitense († 1866)
- 10 aprile - Lew Wallace, scrittore, politico e generale statunitense († 1905)
- 11 aprile - James Augustus Grant, esploratore britannico († 1892)
- 11 aprile - Ignazio Filippo I Arkousse († 1874)
- 12 aprile - Francisco de Paula Victor, presbitero brasiliano († 1905)
- 14 aprile - John Cameron, vescovo cattolico canadese († 1910)
- 15 aprile - Giorgio Politeo, filosofo e educatore italiano († 1913)
- 17 aprile - Johann Paul Uhle, patologo e medico tedesco († 1861)
- 18 aprile - Jakub Gieysztor, politico lituano († 1897)
- 18 aprile - Pietro Solazzi, patriota italiano († 1900)
- 18 aprile - Antonio Ximenes, scultore e disegnatore italiano († 1896)
- 19 aprile - Carlo Rodolfo del Liechtenstein, principe, generale e politico austriaco († 1899)
- 20 aprile - John Gibbon, generale statunitense († 1896)
- 21 aprile - Guglielmo Francesco d'Asburgo-Teschen, nobile austriaco († 1894)
- 21 aprile - Heinrich Limpricht, chimico tedesco († 1909)
- 21 aprile - Felicita Morandi, scrittrice e educatrice italiana († 1906)
- 23 aprile - Johann Friedrich von Schulte, giurista, politico e docente tedesco († 1914)
- 24 aprile - Kwasi Boakye, nobile, ingegnere e scrittore ghanese († 1904)
- 27 aprile - Tommaso Agudio, ingegnere, imprenditore e politico italiano († 1893)
- 27 aprile - Nikolaj Alekseevič Orlov, diplomatico russo († 1885)
- 27 aprile - Victor Pulliat, agronomo francese († 1896)
- 27 aprile - Mary Ward, scienziata e illustratrice irlandese († 1869)
- 28 aprile - Angelo Trezzini, pittore, poeta e illustratore svizzero († 1904)
- 30 aprile - Francesco Saverio Vollaro, patriota e politico italiano († 1904)

## Maggio(33)
- 1º maggio - Jules Breton, pittore e poeta francese († 1906)
- 4 maggio - John Hanning Speke, esploratore britannico († 1864)
- 5 maggio - Timoleone Raimondi, vescovo cattolico e missionario italiano († 1894)
- 5 maggio - Leone Tedesco, pedagogista e patriota italiano
- 6 maggio - Hermann Raster, politico, giornalista e editore tedesco († 1891)
- 7 maggio - Luigi Martignoni, patriota e militare italiano († 1860)
- 8 maggio - Karl von Hecker, ginecologo tedesco († 1882)
- 8 maggio - Francesco Rossi, egittologo italiano († 1912)
- 10 maggio - David Johnson, pittore statunitense († 1908)
- 10 maggio - Kusumoto Ine, medico giapponese († 1903)
- 10 maggio - William Windom, politico statunitense († 1891)
- 11 maggio - Jean-Baptiste Carpeaux, scultore e pittore francese († 1875)
- 11 maggio - Martino Frontini, compositore italiano († 1909)
- 12 maggio - Francesco Montefredini, scrittore e storico italiano († 1892)
- 13 maggio - Aniello Criscuolo, poeta e militare italiano († 1849)
- 13 maggio - Josef Plachutta, compositore di scacchi austriaco († 1883)
- 15 maggio - Knud Bergslien, pittore norvegese († 1908)
- 15 maggio - Alfred-Adolphe-Édouard Lepère, pittore e scultore francese († 1904)
- 16 maggio - Pierre Cuypers, architetto olandese († 1921)
- 16 maggio - Carlotta Maironi da Ponte, soprano italiano († 1873)
- 19 maggio - Cesare Razzaboni, ingegnere e politico italiano († 1893)
- 21 maggio - Wilhelm Lauche, agronomo tedesco († 1883)
- 21 maggio - Giacomo Racioppi, storico, politico e economista italiano († 1908)
- 22 maggio - Kostandin Kristoforidhi, traduttore albanese († 1895)
- 23 maggio - Milton Latham, politico statunitense († 1882)
- 25 maggio - Giuseppina di Borbone-Spagna, principessa spagnola († 1910)
- 26 maggio - Pierre Rebut, botanico francese († 1902)
- 27 maggio - Richard Beez, matematico tedesco († 1902)
- 27 maggio - Edward Stanford, editore e cartografo inglese († 1904)
- 29 maggio - Timothy Daniel Sullivan, giornalista, politico e poeta irlandese († 1914)
- 30 maggio - John Brown, compositore di scacchi britannico († 1863)
- 30 maggio - Henri Roussel de Courcy, militare francese († 1887)
- 31 maggio - Frederic Thesiger, II barone Chelmsford, generale britannico († 1905)

## Giugno(36)
- 1º giugno - Antonio Dugoni, pittore italiano († 1874)
- 1º giugno - Carl Koch, naturalista e geologo tedesco († 1882)
- 2 giugno - Filippo Lamponi, prefetto italiano († 1881)
- 2 giugno - Konstantin Petrovič Pobedonoscev, giurista, politico e educatore russo († 1907)
- 4 giugno - Louis Brière de l'Isle, militare francese († 1896)
- 4 giugno - Luigi Agostino Casati, politico italiano († 1881)
- 6 giugno - Julius Neßler, chimico tedesco († 1905)
- 8 giugno - Diego Tajani, magistrato e politico italiano († 1921)
- 10 giugno - Aleksandr Ivanovič Musin-Puškin, generale russo († 1903)
- 11 giugno - Eugène René Antonini, militare francese († 1882)
- 11 giugno - Francesco Campo, militare, patriota e politico italiano († 1915)
- 11 giugno - Robert Harry Inglis Palgrave, economista britannico († 1919)
- 12 giugno - Johanna Spyri, scrittrice svizzera († 1901)
- 13 giugno - Nicola Contieri, abate e arcivescovo cattolico italiano († 1899)
- 13 giugno - Pompeo Randi, pittore italiano († 1880)
- 14 giugno - Charles Gumery, scultore francese († 1871)
- 14 giugno - Ernst Stizenberger, botanico e medico tedesco († 1895)
- 16 giugno - Élie Reclus, giornalista, etnologo e anarchico francese († 1904)
- 17 giugno - Nicola Morra, brigante italiano († 1904)
- 18 giugno - Gustavo di Svezia, principe svedese († 1852)
- 18 giugno - Carl Junker, ingegnere e architetto austriaco († 1882)
- 19 giugno - Luigi Alberto Gandini, storico italiano († 1906)
- 19 giugno - Antonio Oliva, politico e patriota italiano († 1886)
- 20 giugno - Antonino Bonaccorsi, pittore italiano († 1897)
- 20 giugno - Vincenzo Cabianca, pittore italiano († 1902)
- 20 giugno - Charles Henri Haillot, generale francese († 1906)
- 21 giugno - Luigi Silvestrelli, politico italiano († 1867)
- 24 giugno - John G. Downey, politico irlandese († 1894)
- 25 giugno - Rosa von Milde, soprano tedesca († 1906)
- 26 giugno - Amédée Courbet, militare francese († 1885)
- 26 giugno - Enrico Dandolo, patriota italiano († 1849)
- 26 giugno - Gaetana Sterni, religiosa italiana († 1889)
- 28 giugno - Eugène Chavette, romanziere francese († 1902)
- 28 giugno - Filippo Sacchini, avvocato italiano († 1892)
- 30 giugno - Charles Brown, progettista e imprenditore inglese († 1905)
- 30 giugno - Jacques-Louis Soret, chimico svizzero († 1890)

## Luglio(25)
- 1º luglio - John Owen, religioso e scacchista inglese († 1901)
- 1º luglio - Achille Sacchi, medico e patriota italiano († 1890)
- 3 luglio - Maria Hille, fotografa olandese († 1893)
- 3 luglio - Anton von Schönfeld, generale austriaco († 1898)
- 7 luglio - Quintino Sella, scienziato e politico italiano († 1884)
- 8 luglio - Robert Henze, scultore tedesco († 1906)
- 8 luglio - Pietro II di Oldenburg, sovrano tedesco († 1900)
- 11 luglio - Paul de Saint-Victor, giornalista francese († 1881)
- 12 luglio - Henri Rivière, ufficiale e scrittore francese († 1883)
- 15 luglio - Carl Ludwig Doleschall, aracnologo e entomologo ungherese († 1859)
- 16 luglio - George Hay-Drummond, XII conte di Kinnoull, nobile scozzese († 1897)
- 17 luglio - Frederick Augustus Abel, chimico britannico († 1902)
- 18 luglio - Pierre-Lambert Goossens, cardinale e arcivescovo cattolico belga († 1906)
- 19 luglio - Orville Platt, politico statunitense († 1905)
- 20 luglio - Raffaele De Nobili, politico italiano († 1884)
- 21 luglio - Pietro Follador, poeta, presbitero e rivoluzionario italiano († 1872)
- 22 luglio - Valerio Laspro, arcivescovo cattolico italiano († 1914)
- 22 luglio - Johannes Steen, politico norvegese († 1906)
- 23 luglio - Otto Ribbeck, filologo classico e latinista tedesco († 1898)
- 24 luglio - Francisco Solano López, generale e politico paraguaiano († 1870)
- 26 luglio - George Baillie-Hamilton-Arden, XI conte di Haddington, nobile scozzese († 1917)
- 26 luglio - Henri Debray, chimico francese († 1888)
- 27 luglio - Carlo Combi, patriota e saggista italiano († 1884)
- 27 luglio - Pëtr Andreevič Šuvalov, politico e generale russo († 1889)
- 30 luglio - Carlo Cesarini, politico italiano († 1905)

## Agosto(35)
- 2 agosto - Giovanni Inzani, chirurgo italiano († 1902)
- 2 agosto - Manuel Pavía, generale spagnolo († 1895)
- 3 agosto - Sergej Urusov, scacchista russo († 1897)
- 4 agosto - Henry Fletcher Hance, botanico e diplomatico britannico († 1886)
- 4 agosto - Martino Speciale Costarelli, politico italiano († 1892)
- 5 agosto - Manuel Deodoro da Fonseca, militare e politico brasiliano († 1892)
- 6 agosto - George Franklin Drew, politico statunitense († 1900)
- 6 agosto - José Manuel Marroquín, educatore, scrittore e politico colombiano († 1908)
- 6 agosto - Federico Stefani, storico, archivista e patriota italiano († 1897)
- 7 agosto - Gaetano Jandelli, filosofo italiano († 1923)
- 8 agosto - Ernesto Hilcken Ferragni, avvocato e patriota italiano († 1882)
- 10 agosto - Adalbert Falk, politico, giurista e avvocato tedesco († 1900)
- 13 agosto - Francisco Gomes de Amorim, scrittore portoghese († 1891)
- 13 agosto - Francesco di Borbone-Due Sicilie, principe († 1892)
- 13 agosto - Diomede Marvasi, giurista, patriota e politico italiano († 1875)
- 14 agosto - Matteo Fiorini, cartografo e geodeta italiano († 1901)
- 15 agosto - Ludwig Angerer, fotografo austriaco († 1879)
- 15 agosto - Cesare Bertagnini, chimico italiano († 1857)
- 16 agosto - Frances Mary Buss, educatrice britannica († 1894)
- 20 agosto - Charles De Coster, scrittore belga († 1879)
- 20 agosto - Josef Strauss, compositore e direttore d'orchestra austriaco († 1870)
- 21 agosto - Francesco Costantini, politico e giurista italiano († 1899)
- 22 agosto - Joseph Anthony Mower, generale statunitense († 1870)
- 22 agosto - Antonín Novotný, compositore di scacchi boemo († 1871)
- 23 agosto - Giovanni Battista Gandino, latinista italiano († 1905)
- 26 agosto - Eugène Godard, aviatore francese († 1890)
- 26 agosto - Nathalie Lemel, politica francese († 1921)
- 26 agosto - Annie Turner Wittenmyer, scrittrice statunitense († 1900)
- 27 agosto - Andrea Cefaly, pittore e politico italiano († 1907)
- 27 agosto - Teresa Parodi, soprano italiano
- 28 agosto - Sorelle Milanollo, violinista italiana († 1904)
- 28 agosto - Theresa Milanollo, violinista italiana († 1904)
- 28 agosto - Ekaterina Michajlovna Romanova, russa († 1894)
- 30 agosto - Gisela von Arnim, scrittrice tedesca († 1889)
- 30 agosto - Luigi Francesco Valdrighi, storiografo e musicologo italiano († 1899)

## Settembre(25)
- 1º settembre - Elisha Baxter, politico e giudice statunitense († 1899)
- 3 settembre - John Drew, attore teatrale e impresario teatrale irlandese († 1862)
- 5 settembre - Goffredo Mameli, poeta e patriota italiano († 1849)
- 5 settembre - Camille de Nompère de Champagny, militare e diplomatico francese († 1882)
- 8 settembre - Antonio Bottinelli, scultore italiano († 1898)
- 11 settembre - Giovanni Battista Agliardi, politico italiano († 1896)
- 13 settembre - Giacomo Maria Corna Pellegrini Spandre, vescovo cattolico italiano († 1913)
- 13 settembre - Henry Villiers-Stuart, militare, egittologo e politico britannico († 1895)
- 15 settembre - Karl Rudolf Friedenthal, avvocato, imprenditore e politico tedesco († 1890)
- 16 settembre - Albert Gaudry, geologo e paleontologo francese († 1908)
- 18 settembre - Pietro Conti, politico italiano († 1878)
- 21 settembre - Janko Jurković, scrittore e giornalista croato († 1889)
- 21 settembre - Konstantin Nikolaevič Romanov, nobile russo († 1892)
- 21 settembre - Emma Schenson, fotografa e pittrice svedese († 1913)
- 24 settembre - Henry Warner Slocum, generale e politico statunitense († 1894)
- 27 settembre - Giuseppe Albini, fisiologo italiano († 1911)
- 27 settembre - Georgina Archer, attivista tedesca († 1882)
- 27 settembre - Alexandru Papiu-Ilarian, giurista, storico e politico romeno († 1877)
- 27 settembre - Hiram Rhodes Revels, politico, religioso e educatore statunitense († 1901)
- 27 settembre - Pierre Tirard, politico francese († 1893)
- 28 settembre - Bernhard Baumeister, attore, regista e docente tedesco († 1917)
- 29 settembre - Luigi Castellazzo, patriota, politico e scrittore italiano († 1890)
- 29 settembre - Erminia di Waldeck e Pyrmont, principessa tedesca († 1910)
- 30 settembre - Carlo Alfieri di Sostegno, politico italiano († 1897)
- 30 settembre - Joseph Huet, zoologo francese († 1903)

## Ottobre(36)
- 1º ottobre - Walter Howell Deverell, pittore britannico († 1854)
- 3 ottobre - Pasquale Villari, storico e politico italiano († 1917)
- 4 ottobre - Leopold Fugger von Babenhausen, principe e politico tedesco († 1885)
- 5 ottobre - Leone Fortis, giornalista, scrittore e critico musicale italiano († 1898)
- 5 ottobre - Arthur de La Borderie, storico francese († 1901)
- 6 ottobre - Carl Riedel, direttore d'orchestra e compositore tedesco († 1888)
- 8 ottobre - Camillo Cima, drammaturgo, illustratore e pittore italiano († 1908)
- 8 ottobre - Francisque Sarcey, critico teatrale e giornalista francese († 1899)
- 9 ottobre - Carlo Padiglione, bibliotecario, storico e araldista italiano († 1921)
- 11 ottobre - Afzal ad-Dawlah, Asaf Jah V, principe indiano († 1869)
- 11 ottobre - Salvatore Carcano, inventore italiano († 1903)
- 11 ottobre - Philipp Wasserburg, scrittore tedesco († 1897)
- 12 ottobre - Jacinto María Cervera y Cervera, vescovo cattolico spagnolo († 1897)
- 13 ottobre - Giuseppe Fanelli, patriota, politico e anarchico italiano († 1877)
- 14 ottobre - Francesco Sebastiani, avvocato e politico italiano († 1878)
- 15 ottobre - Friedrich Adler, architetto e archeologo tedesco († 1908)
- 15 ottobre - Audishu V Khayyat, patriarca cattolico iracheno († 1899)
- 15 ottobre - Mihály Zichy, pittore, disegnatore e nobile ungherese († 1906)
- 16 ottobre - Arnold Böcklin, pittore, disegnatore e scultore svizzero († 1901)
- 18 ottobre - Leonzio Armelonghi, avvocato, politico e magistrato italiano († 1866)
- 18 ottobre - Michael Anton Biermer, medico tedesco († 1892)
- 19 ottobre - Charles Cordier, scultore francese († 1905)
- 19 ottobre - Michelangelo De Cesare, politico italiano († 1911)
- 20 ottobre - Antonia Sitchès de Mendi, soprano e compositrice spagnola († 1914)
- 21 ottobre - Peter Paul Maria Alberdingk Thijm, storico e saggista olandese († 1904)
- 21 ottobre - David Bianciardi, fantino italiano
- 22 ottobre - Philippe La Beaume de Bourgoing, politico francese († 1882)
- 24 ottobre - George Robinson, I marchese di Ripon, politico e diplomatico britannico († 1909)
- 25 ottobre - Giosafatte Baroni, patriota e politico italiano († 1899)
- 25 ottobre - Marcellin Berthelot, chimico, storico e politico francese († 1907)
- 25 ottobre - Marie Magdalene Bull, attrice e fotografa norvegese († 1907)
- 27 ottobre - Igino Cocchi, geologo e paleontologo italiano († 1913)
- 27 ottobre - Carlo Randaccio, politico e scrittore italiano († 1909)
- 28 ottobre - Cynthia Ann Parker, statunitense († 1870)
- 29 ottobre - Antonio Borrero, politico ecuadoriano († 1911)
- 31 ottobre - Richard Morris Hunt, architetto statunitense († 1895)

## Novembre(33)
- 1º novembre - Friedrich Haase, attore e direttore teatrale tedesco († 1911)
- 2 novembre - Eugenio Scamporlino, religioso e presbitero italiano († 1911)
- 3 novembre - Pietro Tarquini, fantino italiano
- 4 novembre - Alexandros Lykourgos, teologo greco († 1875)
- 4 novembre - Domenico Minolfi Scovazzo, medico, patriota e politico italiano († 1898)
- 5 novembre - Kate Newell Doggett, botanica, traduttrice e socialite statunitense († 1884)
- 5 novembre - Annibale Lucatelli, patriota italiano († 1909)
- 9 novembre - Charles Wolf, astronomo francese († 1918)
- 10 novembre - Paulo Fambri, scrittore, patriota e politico italiano († 1897)
- 10 novembre - Alfred Terry, generale statunitense († 1890)
- 12 novembre - Gustav Adolf Merkel, organista e compositore tedesco († 1885)
- 12 novembre - Giuseppe Tassini, storico italiano († 1899)
- 15 novembre - Ferdinando Bracciforti, linguista e patriota italiano († 1907)
- 15 novembre - Joseph Contini, pittore italiano († 1892)
- 16 novembre - James Carnegie, IX conte di Southesk, nobile britannico († 1905)
- 16 novembre - Charles Eliot Norton, critico letterario, critico d'arte e insegnante statunitense († 1908)
- 17 novembre - Petko Slavejkov, poeta, pubblicista e attivista bulgaro († 1895)
- 18 novembre - Maria Efrem Garrelon, missionario e vescovo cattolico francese († 1873)
- 18 novembre - Emmeline Lewis Lloyd, alpinista britannica († 1913)
- 18 novembre - Pietro Manfrin di Castione, politico italiano († 1909)
- 18 novembre - Mehmed Ali Pascià, militare prussiano († 1878)
- 18 novembre - Candido Zerbi, politico italiano († 1889)
- 19 novembre - Henry Howe Bemrose, politico britannico († 1911)
- 20 novembre - Giacomo Bonafede Oddo, scrittore e giornalista italiano († 1906)
- 20 novembre - Achille Manara, cardinale e arcivescovo cattolico italiano († 1906)
- 20 novembre - Nikanor, monaco cristiano, teologo e filosofo russo († 1890)
- 21 novembre - Carlo Guerrieri Gonzaga, politico e militare italiano († 1913)
- 23 novembre - Jean Baptiste Auguste Chauveau, fisiologo francese († 1917)
- 23 novembre - Karl Maksimovič, botanico russo († 1891)
- 24 novembre - Francesco Saverio Bianchi, giurista e politico italiano († 1908)
- 26 novembre - Ellen Gould White, religiosa e predicatrice statunitense († 1915)
- 28 novembre - Andrea Maria Sterk, vescovo cattolico croato († 1901)
- 30 novembre - Henri Ernest Baillon, botanico e medico francese († 1895)

## Dicembre(29)
- 1º dicembre - John Medley Wood, botanico sudafricano († 1915)
- 2 dicembre - William Burges, architetto e designer britannico († 1881)
- 4 dicembre - Filippo Baglioni, politico italiano († 1901)
- 5 dicembre - Henri d'Arbois de Jubainville, docente francese († 1910)
- 5 dicembre - Eusebio Oehl, medico e patriota italiano († 1903)
- 6 dicembre - Karl Frenzel, scrittore tedesco († 1914)
- 6 dicembre - Nicola Panciera di Zoppola, politico italiano († 1907)
- 7 dicembre - Teodoro Cottrau, compositore italiano († 1879)
- 7 dicembre - Francesco Imbert Paternò Gioeni, politico italiano
- 9 dicembre - Joseph-Christian-Ernest Bourret, cardinale e vescovo cattolico francese († 1896)
- 10 dicembre - Jacques-Marie-Louis Monsabré, presbitero francese († 1907)
- 10 dicembre - Luigi Maria Palazzolo, presbitero italiano († 1886)
- 11 dicembre - Karl Schenkl, filologo classico e lessicografo austriaco († 1900)
- 15 dicembre - Paolo Cortese, politico italiano († 1876)
- 17 dicembre - Alexander Wassilko von Serecki, politico austriaco († 1893)
- 19 dicembre - Alessandro Arnaboldi, poeta italiano († 1896)
- 19 dicembre - Giacomo Lignana, linguista italiano († 1891)
- 19 dicembre - Giuseppe Majelli, magistrato e politico italiano († 1914)
- 20 dicembre - Paku Alam III, sovrano indonesiano († 1864)
- 21 dicembre - George Downing Living, chimico inglese († 1924)
- 23 dicembre - Giuseppe Cerboni, matematico italiano († 1917)
- 23 dicembre - Wilhelm von Tegetthoff, ammiraglio austriaco († 1871)
- 25 dicembre - Paolo Geymonat, pastore protestante italiano († 1907)
- 26 dicembre - Étienne Léopold Trouvelot, artista e astronomo francese († 1895)
- 27 dicembre - Ludwig Meyer, psichiatra tedesco († 1900)
- 28 dicembre - Ward McAllister, socialite statunitense († 1895)
- 29 dicembre - Bernhard Sigmund Schultze, ginecologo tedesco († 1919)
- 31 dicembre - Filippo Bacile di Castiglione, imprenditore, politico e storico italiano († 1911)
- 31 dicembre - Marie Caroline Miolan-Carvalho, soprano francese († 1895)

## Senza giorno specificato(52)
- Augusta Albertini-Baucardé, soprano italiano († 1898)
- Manuel Alonso Martínez, politico spagnolo († 1891)
- Giorgio Appia, patriota e religioso italiano († 1910)
- Xavier Aubryet, giornalista e scrittore francese († 1880)
- Pietro Axerio Piazza, imprenditore e poeta italiano († 1905)
- Ankō Asato, maestro di karate giapponese († 1906)
- Francesco Azzurri, architetto italiano († 1901)
- Marino Ballini, patriota e politico italiano († 1902)
- James Barnet, architetto scozzese († 1904)
- Robert Dudley Baxter, economista britannico († 1875)
- Luigi Binard, politico italiano († 1897)
- Fëdor Andreevič Bronnikov, pittore russo († 1902)
- Giuseppe Bruni, architetto e ingegnere italiano († 1877)
- Agnes Börjesson, pittrice svedese († 1900)
- Oreste Carlini, compositore e direttore d'orchestra italiano († 1902)
- Melchiorre Cartoni, patriota italiano († 1890)
- Ernest Christophe, scultore francese († 1892)
- William Young Craig, imprenditore e politico inglese († 1924)
- Giorgina Saffi, patriota e scrittrice italiana († 1911)
- Beniamino D'Andrea, medico e patriota italiano († 1910)
- Ahmad Daneš, scrittore tagiko († 1897)
- Tiberio De Blasio Di Palizzi, politico italiano († 1873)
- Achille De Lucrezi, scultore italiano († 1913)
- Alula Engida, militare e politico etiope († 1897)
- Aurelia Folliero de Luna, scrittrice italiana († 1895)
- Thomas Douglas Forsyth, esploratore britannico († 1886)
- Federico Garelli, commediografo italiano († 1885)
- Georgina Gascoyne-Cecil, marchesa di Salisbury, nobildonna inglese († 1899)
- Annibale Gatti, pittore italiano († 1909)
- Eugène Gérardin, operaio e attivista francese
- Halil Rifat Pascià, politico ottomano († 1901)
- William Irwin, politico statunitense († 1886)
- Thomas Joseph Lamy, orientalista belga († 1907)
- Diodato Leardi, pubblicista e politico italiano († 1893)
- Friedrich Leybold, botanico, farmacista e naturalista tedesco († 1879)
- Alfonso Linguiti, filologo e presbitero italiano († 1881)
- Paolo Lombardi, fotografo italiano († 1890)
- Albert Lugardon, pittore, fotografo e litografo svizzero († 1909)
- Giuseppe Modorati, pittore italiano († 1923)
- Rodolfo Morgari, pittore, decoratore e restauratore italiano († 1909)
- Navekimisal Hanim, principessa († 1854)
- Giovanni Paganucci, scultore italiano († 1889)
- Jean-Baptiste Pezon, circense francese († 1897)
- Natale Sanavio, scultore italiano († 1905)
- Nikolaj Alekseevič Severcov, esploratore, naturalista e scienziato russo († 1885)
- James E. Slaughter, generale statunitense († 1900)
- Gaetano Toscano, politico italiano († 1914)
- Giovanni Tranquilli, italiano († 1923)
- Nicolò Trigari, politico italiano († 1902)
- Francisco Antonio Vidal, politico uruguaiano († 1889)
- Blanche Wyndham, nobildonna inglese († 1918)
- Louis-Camille d'Olivier, fotografo francese